# Dan Hennah
Dan Hennah (Hastings) é um decorador de arte estadunidense. Venceu o Oscar de melhor direção de arte na edição de 2004 por The Lord of the Rings: The Return of the King, ao lado de Grant Major e Alan Lee.